# ILF Consulting Engineers Polska
ILF Consulting Engineers Polska, w skrócie ILF Polska – międzynarodowa firma projektowo-doradczych należąca do Grupy ILF, świadcząca usługi w branżach: ropa i gaz, energetyka i ochrona klimatu, woda i środowisko, transport i konstrukcje.

## Historia
Przedsiębiorstwo rozpoczęło działalność w 1998, świadcząc usługi doradztwa technicznego przy budowie tłoczni gazu na rurociągu jamalskim. W 2001 rozszerzyła zakres działalności o projekty inżynierii środowiska – oczyszczalnie ścieków i systemy kanalizacyjne. Zrealizowała m.in. projekt części budowlanej i sieciowej Oczyszczalnia Ścieków „Czajka”. Równolegle z realizowaniem coraz bardziej złożonych projektów powołano zespół konstrukcyjny, w wyniku czego poszerzono usługi o zakres dróg i lotnisk. Według projektu ILF Polska zmodernizowo m.in. lotnisko Chopina w Warszawie.

## Nagrody i wyróżnienia
- W 2011 firma zwyciężyła w rankingu Diamenty Forbesa w województwie mazowieckim w kategorii firm o poziomie przychodów od 50 do 250 milionów złotych oraz zajęła 2 miejsce na liście ogólnopolskiej[5].
- Dwukrotnie uhonorowana została tytułem Gazeli Biznesu (2006, 2011)[6].
- Wygrała również konkurs „Bezpieczna Budowa 2009”, organizowanego przez Okręgowy Inspektorat Pracy w Katowicach, za prowadzenie budowy Elektrociepłowni w Częstochowie[7].
- ILF Polska trzykrotnie zdobyła tytuł Lidera Eko-Inwestycji za pełnienie funkcji inżyniera kontraktu dla inwestycji w branży inżynierii środowiska (2007, 2009, 2011)[8].
- Spółka otrzymała także wyróżnienie w rankingu „Najbardziej pożądanych pracodawców 2012” w województwie podkarpackim prowadzonym przez Antal International[9] oraz tytuł „Pracodawca Roku” w konkursie European Business Awards 2014/15[10].